# Rete ovarii

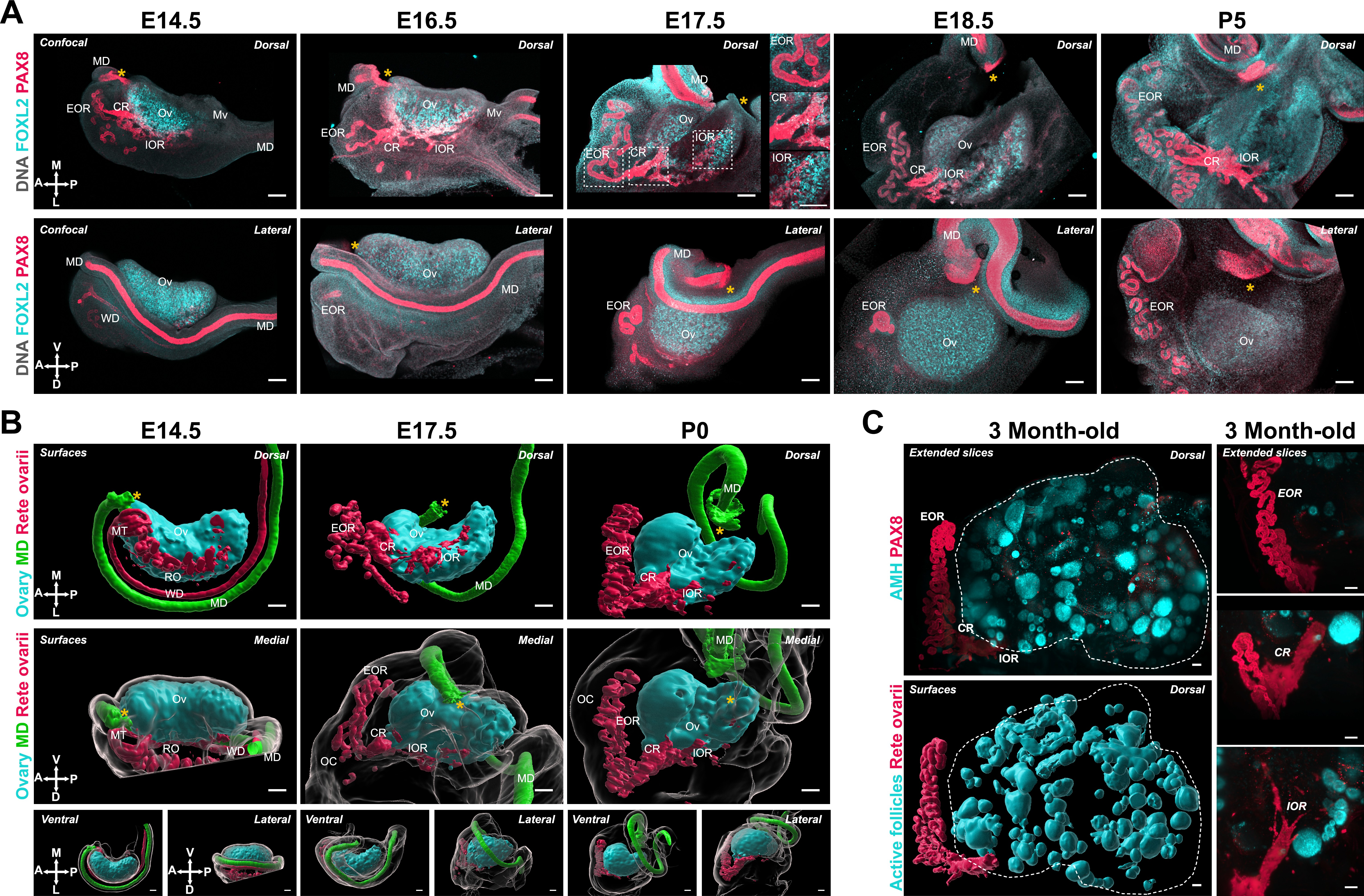
CR, verbindend rete; EOR, extra-ovarieel rete; IOR, intra-ovarieel rete; MD, gang van Müller; Mn, mesonephros (oernier); MT, mesonefrische tubuli; Mv, mesovarium (brede baarmoederband); OC, ovariumcapsule; Ov, eierstok; RO, rete ovarii; WD, gang van Wolff. Schaalbalken, 100 μm.

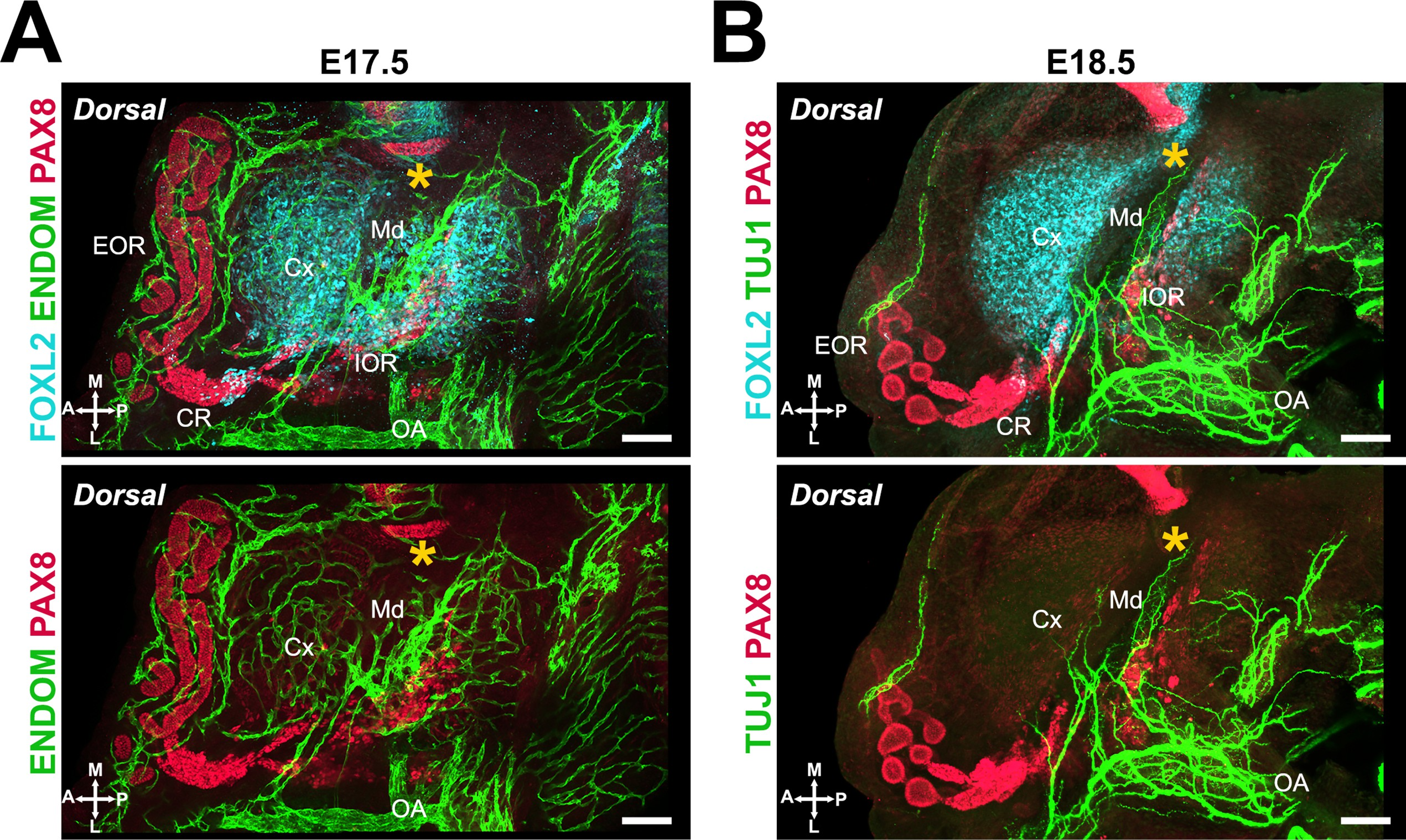
CR, verbindend rete; EOR, extra-ovarieel rete; IOR, intra-ovarieel rete; Cx, cortex; Md, medulla. Gele sterretjes geven de locatie van het infundibulum aan.

Het rete ovarii (meervoud: retia ovarii) is een structuur gevormd tijdens de embryonale ontwikkeling uit de primaire geslachtsstrengen bij een vrouwelijk embryo. Het rete ovarii werd voor het eerst beschreven in 1870 door W. Waldeyer en werd beschouwd als een functieloos vrouwelijk homologon van het mannelijke rete testis, maar onderzoek toont aan dat deze structuur bij grote zoogdieren tot in de volwassenheid blijft bestaan.
Het rete ovarii bestaat uit drie verschillende regio's:
- het intra-ovarieel rete (IOR), dat zich in de eierstok bevindt en bestaat uit dunne strengen plaveiselepitheelcellen
- het verbindend rete (CR) is een overgangszone tussen de twee regio's en
- het extra-ovarieel rete (EOR) is een buisvormige epitheelstructuur die zich buiten de eierstok bevindt.

Het is het homologon van het rete testis bij het mannelijk embryo. De microscopische rechter eierstok van vogels bestaat gewoonlijk alleen uit medullair weefsel. Bij witstaartherten en runderen mondt het lumen van het rete ovarii direct uit in het trechtervormig uiteinde (infundibulum tubae uterinae) van de eileider dicht bij de aanhechting van de eierstok. Uitscheidingen door deze tuborale opening kunnen reproductieve processen beïnvloeden.
Het rete ovarii is belangrijk bij de controle van de meiose in de rijpende eierstok. Cellen van het rete ovarii differentiëren ook voor het vormen van granulosacellen, die vanaf de vierde maand van de zwangerschap bij mensen de oögonia omringen. Aan het rete ovarii  wordt ook een secretoire functie toegeschreven, een hypothese die wordt ondersteund door de observatie van secretoir materiaal in het lumen van de rete-tubuli bij verschillende soorten..

## Ontwikkeling
Bij de ontwikkeling van de urinewegen en het voortplantingssysteem ontwikkelt de eierstok zich op vrijwel dezelfde manier als de teelbal, afkomstig van zowel het mesotheel als de oernier. De eierstok bestaat in het vroegste stadia uit een centrale massa die bedekt is met een oppervlakte-epitheel. In de centrale massa verschijnen een reeks strengen. Deze strengen lopen samen naar het toekomstige hilum en vormen uiteindelijk het rete ovarii. De eierstokstrengen raken het contact met het coeloomepitheel kwijt en worden door een bindweefsellaag van het epitheel gescheiden. Deze bindweefsellaag is de tunica albuginea.

## Afbeeldingen
|  |  |  |